# Pinocchio's Revenge
Pinocchio's Revenge is een Amerikaanse horrorfilm uit 1996 die door Kevin S. Tenney werd geregisseerd. 
De film gaat over een advocaat die een grote houten pop vindt in de tuin van haar cliënt die ter dood veroordeeld is voor de moord op zijn gezin. Ze neemt de pop mee naar huis. 

## Plot
Jennifer Garrick, een jonge moeder en advocate, neemt de verdediging van Vincent Gotto op zich, die wordt beschuldigd van de moord op zijn vrouw en hun achtjarig zoontje. Ook al wordt Gotto tijdens de rechtszaak door de jury veroordeeld, meent Jennifer dat haar cliënt onschuldig is. Haar collega vertelt haar dat Gotto het wel gedaan heeft, omdat hij, afgezien van een grote houten Pinokkio-pop, de enige in huis was toen zijn vrouw en zoon werden omgebracht. Jennifer neemt de pop mee naar huis en haar twaalfjarige dochter Zoe raakt erg geboeid door de pop.
Dan gebeuren er rare dingen. Zo wordt de pestkop van Zoe voor de bus geduwd en Zoe zegt dat Pinokkio dat deed. Later wordt ook David Kaminsky, de vriend van haar moeder, tijdens het oppassen van de keldertrap geduwd. Jennifer vreest dat Zoe al die dingen doet omdat zij haar dochter verwaarloost. Ze laat haar dochter door een therapeut onderzoeken die haar alleen in de kamer liet met Pinokkio. De therapeut ziet via het verborgen camera dat Zoe de pop de schuld geeft. Jennifer besluit Pinokkio in de kast op te sluiten.
Die nacht maakt Pinokkio Zoe wakker en smeekt Zoe om hem te bevrijden. Hij belooft dat hij zal bekennen dat hij al die misdaden heeft gepleegd. Zoe bevrijdt Pinokkio en samen rijden ze met de auto van haar moeder naar het ziekenhuis waar David ligt. De volgende dag wordt David door de verpleging dood gevonden. Ze zien echter dat iemand de stekker uit zijn beademingsapparaat heeft getrokken. Op de videobeelden is te zien hoe Zoe de kamer binnen loopt en de stekker eruit trekt. Jennifer die David wil bezoeken, hoort de directie van het ziekenhuis praten over Zoe en rijdt boos terug naar huis waar zij Zoe spreekt over David. Zoe ontkent David te hebben vermoord en geeft Pinokkio de schuld. Kwaad stuurt Jennifer haar dochter naar haar kamer en sluit Pinokkio op in de kast.
Die avond komt de kinderoppas Sophia die Zoe een verhaal vertelt over Pinokkio, een houten pop die door een goede fee levend werd gemaakt en dat een oude krekel hem de les leest waarna Pinokkio het arme dier dood slaat. Zoe is bang dat Pinokkio nu ook haar huiskrekel zal vermoorden. Ze rent naar boven en vindt haar huiskrekel inderdaad doodgeslagen op haar bureau. Sophia die schrikt van het gegil van Zoe, rent naar boven en wordt door iemand met een kachelpook neergeslagen. Wanneer Jennifer thuis de dode Sophia aantreft, denkt ze dat Zoe dat ook gedaan heeft. Jennifer rent de trap op, maar wordt ook met de pook neergeslagen. Ze ziet nog haar dochter met de pook in haar handen.
Jennifer krabbelt overeind en vraagt Zoe waarom ze zulke dingen doet. Zoe zegt dat Pinokkio dat doet en dat zij Pinokkio probeert tegen te houden. Opeens verdwijnt Zoe en ziet Jennifer Pinokkio staan met een gemene blik in zijn ogen en een keukenmes in zijn hand. Hij rent met het keukenmes op Jennifer af, maar die pakt Pinokkio met een judogreep beet en gooit hem dwars door de salontafel heen. Als ze het licht aan doet, ziet ze tot haar schrik dat Zoe op de plek ligt waar eerder Pinokkio lag. De film eindigt met de arrestatie van Jennifer die ontkent haar dochter wat te hebben aangedaan en die hysterisch Pinokkio beschuldigd. Zoe wordt op een brancard een ambulance in gedragen en dokter Edwards zegt: "Ze is net zo gek als die man van Gotto".

## Rolverdeling
| Acteur               | Personage          |
| -------------------- | ------------------ |
| Lewis Van Bergen     | Vincent Gotto      |
| Larry Cedar          | District Attorney  |
| Janet MacLachlan     | Judge Allen        |
| Rosalind Allen       | Jennifer Garrick   |
| Brittany Alyse Smith | Zoe Garrick        |
| Candace McKenzie     | Sophia             |
| Ron Canada           | Barry              |
| Tara Hartman         | Beth               |
| Aaron Lustig         | Dr. Bert Edwards   |
| Todd Allen           | David Kaminsky     |
| Sal Viscuso          | bewaker            |
| Ed Bernard           | bewakers           |
| Dick Beals           | stem Pinocchio     |
| Verne Troyer         | doublure Pinocchio |